# Abbey Dawn
Abbey Dawn is de kledinglijn van de Canadese zangeres Avril Lavigne in samenwerking met het warenhuis Kohl’s. De kledinglijn werd op 17 juli 2008 opgericht. De naam is afkomstig uit Lavignes jeugd, toen ze de bijnaam van haar vader kreeg.

## Algemeen
Het warenhuis Kohl's vroeg Avril Lavigne om een kledinglijn te ontwerpen. Ze zou dan het boegbeeld worden voor de jonge rock/punkscene. Op 17 juli 2008 zag ‘Abbey Dawn’ het levenslicht. De kledingstijl wordt omschreven als “Juniors' lifestyle brand” en is gebaseerd op Lavignes persoonlijke stijl. Lavigne is nu betrokken bij het ontwerpen van de kleding. Aanvankelijk werd de kleding alleen in de Verenigde Staten (Kohl's) en Canada (Boathouse) verkocht, maar tegenwoordig is de kleding ook te koop in het Verenigd Koninkrijk (Tk Maxx) en het Europese vasteland (webshops). Sinds augustus 2008 bevindt zich in Japan ook een 'Abbey Dawn Store'.

### Accessories
Avril Lavigne hanteert bij de kledinglijn haar persoonlijke stijl. Dit is terug te zien in onder meer de kleuren (roze, paars en zwart) en de thema's (doodshoofd, hartjes, sterren en bliksemschichten). De kleding richt zich vooral op vrouwen tussen de zeven en dertig jaar.
Naast kleding worden ook nog sieraden, zoals armbanden, oorbellen en ringen, ontworpen.

### Ontwerpen
Avril Lavigne ontwerpt haar kleding zelf. Haar nieuwste collectie heeft ze ontworpen tijdens haar Black Star Tour. Avril Lavigne tekent haar kleding eerst zodat ze een beeld krijgt. Volgens Lavigne zelf is het geweldig om je ideeën die je op papier hebt gezet werkelijkheid te zien worden.

## Naamgeving
De naam ‘Abbey Dawn’ is afkomstig uit Lavignes jeugd. Haar opa noemde haar toen vaak Abbey of Abbey Dawn. Waarschijnlijk is dit afkomstig van een straatnaam in Kingston, waar de vader van Avril werkte. Ook op de middelbare school werd ze door haar vrienden vaak Abbey genoemd.

"He worked in Kingston, and it was like a street name or something. It was this area called Abbey Dawn and I don’t know. He just called me Abbey and Abbey Dawn. All my friends in high school called me Abbey, and when I first started out, my alias name was always Abbey Dawn in my hotel rooms, so it was something that stuck with me my entire life."
— Avril Lavigne